# Кальциноз
Кальцино́з — образование отложений солей кальция в мягких тканях или органах, в которых соли в нерастворённом состоянии содержаться не должны. Известно также как обызвествление, кальцификация.

## Номенклатура биологической кальцификации
Биологическую кальцификацию как процесс делят на физиологическую (то есть процесс, происходящий в костной ткани) и эктопическую (фактически, это и есть кальциноз). Внескелетную (эктопическую) кальцификацию в свою очередь делят на кальцификацию мягких тканей и сердечно-сосудистую; а последнюю делят на клапанную и сосудистую кальцификацию. Различают также интимальную (от лат. tunica intima), медиальную (от лат. tunica media) и адвентициальную (от лат. tunica adventitia) кальцификацию артерий.

## Типы

### Дистрофическая кальцификация
Дистрофическая кальцификация является наиболее общим видом кальциноза. Данный вид кальцификации может возникнуть как ответ на любые повреждения мягких тканей, включая те, что связаны с имплантацией медицинских устройств.

### Метастатическая кальцификация
Метастатическая кальцификация вызывается общим кальцие–фосфатным дисбалансом, который может иметь причиной почечную недостаточность, синдром дискальциемии или другую этиологию.

### Опухолевый кальциноз
Этиология такого редкого состояния, как опухолевый кальциноз, до конца не понятна. Вообще он характеризуется большими, шаровидными отвердениями рядом с суставом.

## Лечение
Важную роль в усвоении кальция играет магний, который является антагонистом кальция. Когда количество магния в крови падает, и баланс кальция и магния в организме нарушается, кровь насыщается кальцием, который «вымывается» из костей и затем откладывается в виде солей на стенках кровеносных сосудов, в мышцах, суставах и внутренних органах. Восстановление нормального уровня магния приводит к растворению кальциевых отложений, выведению избытка кальция из организма, а также к его усвоению в костях.